# Johann André Forfang
Johann André Forfang (Tromsø, 4 juli 1995) is een Noors schansspringer.

## Carrière
In het wereldbekerseizoen 2014/2015 stond Forfang een eerste keer op het podium van een wereldbekerwedstrijd, met een derde plaats bij het skivliegen in Vikersund. De tweede keer dat hij een derde plaats wist te behalen was op 5 december 2015 in Lillehammer. De derde keer was in Nizhny Tagil, waar hij onder anderen Severin Freund achter zich liet. Hij viel in het begin van het wereldbekerseizoen van 2015/2016 op door verschillende goede resultaten. Hij behaalde een aantal keren het podium op een wereldbekerwedstrijd en op 12 maart 2016 won hij zijn eerste wereldbekerwedstrijd dankzij winst op de Hochfirstschans in Titisee-Neustadt.
In 2018 nam Forfang een eerste keer deel aan de Olympische Winterspelen. Tijdens de Olympische Winterspelen 2018 in Pyeongchang behaalde Forfang de zilveren medaille op de normale schans.
In 2025 werd Forfang geschorst, nadat zijn coach had toegegeven dat er tegen de regels in aanpassingen aan zijn skipak waren gedaan.

## Resultaten

### Olympische Winterspelen
| Jaar | Plaats      | Resultaten                                         |
| ---- | ----------- | -------------------------------------------------- |
| 2018 | Pyeongchang | Normale schans · 5e Grote schans · Landenwedstrijd |

### Wereldkampioenschappen schansspringen
| Jaar | Plaats  | Resultaten                        |
| ---- | ------- | --------------------------------- |
| 2015 | Falun   | DSQ HS100 18e HS134               |
| 2017 | Lahti   | 7e HS100 · 12e HS130 · Team HS130 |
| 2019 | Seefeld | 45e HS109 7e HS 130 5e Team HS130 |

### Wereldkampioenschappen skivliegen
| Jaar | Plaats                   | Resultaten            |
| ---- | ------------------------ | --------------------- |
| 2016 | Tauplitz/Bad Mitterndorf | 4e HS225 · Team HS225 |
| 2018 | Oberstdorf               | 8e HS235 · Team HS235 |

### Wereldbeker
Eindklasseringen
| Seizoen   | Algm | SV    | 4S  | RAW |
| --------- | ---- | ----- | --- | --- |
| 2014/2015 | 23e  | 8e    | 21e |     |
| 2015/2016 | 5e   | Brons | 6e  |     |
| 2016/2017 | 27e  | 15e   | -   | 6e  |
| 2017/2018 | 7e   | 6e    | 9e  | 6e  |
| 2018/2019 | 8e   | 9e    | 16e | 5e  |
| 2019/2020 | 12e  | 9e    | 6e  | 23e |

Wereldbekerzeges
| Datum            | Plaats           | Schans      |
| Individueel      | Individueel      | Individueel |
| ---------------- | ---------------- | ----------- |
| 12 maart 2016    | Titisee-Neustadt | HS142       |
| 4 februari 2018  | Willingen        | HS145       |
| Team             |                  |             |
| 22 februari 2016 | Kuopio           | HS127       |
| 19 maart 2016    | Planica          | HS225       |
| 18 maart 2017    | Vikersund        | HS225       |
| 25 maart 2017    | Planica HS225    | HS225       |
| 18 november 2017 | Wisła            | HS134       |
| 25 november 2017 | Kuusamo          | HS142       |
| 9 december 2017  | Titisee-Neustadt | HS142       |
| 10 maart 2018    | Oslo             | HS134       |
| 17 maart 2018    | Vikersund        | HS240       |
| 24 maart 2018    | Planica          | HS240       |

### Grand-Prix
Eindklasseringen
| Jaar | Plaats |
| ---- | ------ |
| 2016 | 45e    |
| 2017 | 16e    |
| 2018 | 67e    |
| 2019 | 41e    |

Zeges
| Datum        | Plaats en schans | Opmerkingen   |
| ------------ | ---------------- | ------------- |
| 22 juli 2016 | Wisla HS134      | Teamwedstrijd |